# Cos d'inclusió
Els cossos d'inclusió són agregats del nucli cel·lular o del citoplasma que permeten la tinció i l'observació microscòpica de diferents patologies i que normalment són proteïnes de la càpsida dels virus. Es caracteritzen per ser llocs de replicació vírica dins els bacteris o cèl·lules eucariotes. Trobar cossos d'inclusió als teixits nerviosos emprant mètodes histopatològics també confirma de vegades l'existència de diverses malalties neurodegeneratives, com en el cas dels cossos d'inclusió neuronals d'ubiquitina en la demència frontotemporal familiar els de Bunina (formats per cistatina C, un inhibidor endogen de la cisteïna proteasa) en l'esclerosi lateral amiotròfica, els de neuroserpina (una proteïna enzimàtica membre de la superfamília dels inhibidors de la serina proteasa i secretada pels cons de creixement de les neurones del sistema nerviós) en la demència per encefalopatia familiar amb cossos de Collins, els de Lewy en la demència homònima, els de huntingtina mutada en la malaltia de Huntington o els d'alfa-sinucleïna en la malaltia de Parkinson.

## Composició
Es considera que el mecanisme d'agregació de les proteïnes de determinats cossos d'inclusió està relacionat amb el procés de plegament proteic. Els vírics solen ser llocs de replicació.

## Estructura
Acostumen a ser esfèrics o ovals. A E. coli el seu diàmetre és de 0,2 a 1,5 micres i acumulen fins al 50 per cent del total de proteïna de la cèl·lula. Per regla general, es troba només un cos d'inclusió a cada cèl·lula.

## Ús
Els cossos d'inclusió sovint són útils en el diagnòstic de les infeccions víriques. Els de Cowdry es veuen predominantment en les infeccions per herpes simple i són intranuclears. Els de Negri són propis de la ràbia i apareixen a l'interior del citoplasma de les cèl·lules nervioses infectades. També es troben en casos de poliomielitis equina. Els originats pels citomegalovirus recorden l'aspecte d'un ull de mussol i es troben al nucli i, en determinats casos, al citoplasma cel·lular. Els de Henderson-Paterson són patognomònics de la infecció pel poxvirus causant del mol·lusc contagiós. Els del virus sincicial respiratori, citoplàsmics i immunofluorescents. Els intracitoplasmàtics de Guarnieri en la verola (avui dia anomenats de tipus B per diferenciar-los dels de tipus A que apareixen en infeccions degudes a altres membres de la família Poxviridae). Els cossos acidòfils (es tenyeixen amb l'eosina) de Councilman es poden apreciar en el nucli dels hepatòcits afectats per la febre groga o l'hepatitis D. Els de Boid sorgeixen en el citoplasma de les cèl·lules infectades per alguns membres de la família Arenaviridae.
Altres cossos d'inclusió d'interès en la diagnosi microscòpica de patologies d'etiologia no vírica són:
- Cossos asteroidals. Formacions lipídiques acidòfiles estelades que es veuen, per exemple, a l'interior de les cèl·lules gegants dels granulomes hepàtics de la sarcoïdosi.[23] o alguna rara vegada en determinats tumors odontogènics.[24]
- Cossos perinuclears de la fibromatosi digital infantil. En aquest infreqüent tipus de tumor benigne mesenquimàtic[25] és patognomònica la presència de cossos d'inclusió intracel·lulars i eosinòfils, d'entre 1,5-24 nanòmetres, fàcilment identificables emprant la tinció tricròmica de Masson i l'hematoxilina àcida fosfotúngstica de Mallory.[26] Presenten positivitat immunohistoquímica a vimentina i actina.
- Cossos de Civatte. Acumulacions de filaments de queratina coberts d'immunoglobulines, presents en les cèl·lules apoptòtiques de la capa basal de l'epidermis i que s'observen a les biòpsies de certes dermatosis, com ara el liquen pla o el lupus eritematós discoide.[27]
- Cossos de Rocha Lima. Inclusions d'un característic color vermell o violaci, visibles amb la tinció de Giemsa i formades per masses de Bartonella bacilliformis degradades que apareixen en el citoplasma de les cèl·lules endotelials dels individus infectats per la malaltia de Carrión (berruga peruana).[28]
- Cossos de Russell. Descrits per primera vegada l'any 1890 pel patòleg escocès William Russell (1852–1940), són inclusions esfèriques eosinòfiles en el citoplasma de les cèl·lules plasmàtiques, de vegades tan grans que arriben a comprimir el seu nucli.[29] Tot i que majoritàriament es troben en pacients amb mieloma múltiple,[30] es veuen també en la gastritis del mateix nom[31] i en altres processos caracteritzats per una estimulació immunològica perllongada i/o inflamació associada a hipergammaglobulinèmia.[32]
- Cossos de Donovan. Són típics de la donovanosi (una MTS causada pel bacteri Klebsiella granulomatis, endèmica en regions tropicals i subtropicals i també anomenada granuloma inguinal). Emprant la tinció de Giemsa, es poden identificar en el citoplasma dels histiòcits o dels leucòcits mononuclears de les mostres tissulars dels individus infectats.[33]
- Cossos de Schaumann. Inclusions d'oxalat de calci que s'observen en el citoplasma dels macròfags en casos de sarcoïdosi.[34]
- Cossos de Howell-Jolly. Petites inclusions intraeritrocitàries intensament basòfiles característiques de l'asplènia, però que també es poden veure en altres entitats patològiques (com ara l'esferocitosi hereditària, l'amiloïdosi o l'anèmia megaloblàstica) i en nounats prematurs.[35]
- Cossos de Pappenheimer. Grànuls anòmals de ferritina presents en la perifèria de certs glòbuls vermells, anomenats sideròcits, i que apareixen en afeccions com l'anèmia sideroblàstica, el saturnisme o l'anèmia de cèl·lules falciformes.[36]
- Cossos de Mallory. També anomenats cossos de Mallory-Denk.[37] Inclusions hialines al citoplasma dels hepatòcits, pròpies de l'hepatitis alcohòlica, el fetge gras no alcohòlic, la colangitis biliar primària o el carcinoma hepatocel·lular.[38]
- Cossos de Dutcher. Formacions nuclears rodones, histològicament PAS-positives i resistents a la diastasa que es troben en els plasmòcits dels malalts que tenen macroglobulinèmia de Waldenström o determinats tipus de mieloma múltiple.[39]
- Cossos de Heinz. Acumulacions d'hemoglobina desnaturalitzada adherides a la membrana cel·lular interna dels eritròcits i que indiquen l'existència de dany oxidatiu en aquests elements sanguinis.[40] Es veuen, per exemple, en la deficiència de glucosa-6-fosfat-deshidrogenasa.[41] En els animals acostumen a aparèixer en el context d'una anèmia hemolítica subsegüent a la ingesta de compostos o aliments que contenen tiosulfat, entre ells els calçots.[42]

També es pot fer servir la síntesi controlada d'alguns cossos d'inclusió, com els d'E. coli, per a propòsits industrials i per a elaborar organismes genèticament modificats, per exemple en la producció de proteïnes recombinants. Aquest és el cas de la insulina o de la peroxidasa de rave rusticà, un enzim àmpliament emprat en procediments biotecnològics.